# José Antonio Plá
José Antonio Plá (Rosario, Argentina; 7 de septiembre de 1945) fue un futbolista argentino que se desempeñaba como mediocampista.

## Trayectoria
Jugó en la Primera División de 1966 con Boca Juniors , equipo con el que debutó en la máxima categoría argentina el 15 de mayo de 1966 en un empate en casa ante Colón (SF) . Aunque fue considerado el sucesor de Antonio Rattín con Boca, jugó solo cuatro partidos, obteniendo el tercer puesto, y no fue reconfirmado.
En el verano de 1967 se mudó a los Estados Unidos de América para convertirse en jugador de los New York Generals . Con los Generales obtuvo el tercer lugar en la División Este de la NPSL .
En 1968 regresó a su tierra natal para jugar en Argentinos Juniors , club con el que disputó cuatro temporadas en la máxima categoría argentina.
En la temporada de 1972 se incorporó al equipo colombiano América de Cali , mientras que al año siguiente jugó con los peruanos en el Universitario .
En la temporada de 1974 regresó a Colombia para jugar en el Deportivo Cali , con el que ganó el torneo. En los siguientes dos años permaneció en Colombia para jugar en el Deportivo Pereira .
En 1977 terminó su carrera en su tierra natal con los cadetes de Central Córdoba (R) .

## Clubes
| Club                      | País           | Año         |
| ------------------------- | -------------- | ----------- |
| Boca Juniors              | Argentina      | 1965 - 1966 |
| New York Generals         | Estados Unidos | 1967        |
| Argentinos Juniors        | Argentina      | 1968 - 1971 |
| América de Cali           | Colombia       | 1972        |
| Universitario de Deportes | Perú           | 1973        |
| Deportivo Cali            | Colombia       | 1974        |
| Deportivo Pereira         | Colombia       | 1975 - 1976 |
| Central Córdoba           | Argentina      | 1977        |

### Campeonatos nacionales
| Título           | Equipo         | País     | Año  |
| ---------------- | -------------- | -------- | ---- |
| Primera División | Deportivo Cali | Colombia | 1974 |